# Alessandra Moretti
Alessandra Moretti (Vicenza, 24 giugno 1973) è un politico italiano, europarlamentare per il Partito Democratico iscritta nei Socialisti & Democratici dal 2019, ruolo già svolto dal 2014 al 2015.

## Biografia
Nata a Vicenza, dove nel 1989 diventa segretaria dell'associazione studenti della sua città, si è laureata in giurisprudenza all'Università degli Studi di Urbino "Carlo Bo" con tesi in criminologia e dal 2002 svolge la professione di avvocato matrimonialista.

### Gli inizi in politica
Alle elezioni amministrative del 2003 si candida al consiglio comunale di Vicenza, tra le liste dei Democratici di Sinistra (DS) a sostegno del candidato sindaco del centro-sinistra Vincenzo Riboni, risultando tuttavia non eletta.
Nel 2007, in vista delle elezioni amministrative, abbandona i DS per sostenere la candidatura centrista di Giorgio Carollo, ex coordinatore regionale di Forza Italia in Veneto, alla presidenza della Provincia di Vicenza, candidandosi nella lista generazionale "Under 35" nel collegio Vicenza II, avversaria rispetto alla coalizione di centro-sinistra L'Unione, ma risultando non eletta.
Alle amministrative del 2008 si ricandida al consiglio comunale di Vicenza, come capolista della civica "Variati Sindaco" a sostegno del candidato sindaco del centro-sinistra Achille Variati, venendo questa volta eletta consigliera comunale risultando la terza della lista con 195 preferenze. Successivamente viene nominata vicesindaco e assessora all'istruzione e alle politiche giovanili nella giunta comunale di Vicenza guidata da Variati, dove nel 2009 promuove il piano territoriale scolastico, con l'obiettivo di favorire l'integrazione dei bambini stranieri nelle classi anche nei quartieri ad alta densità di emigrati.

### Adesione al PD ed elezione a deputata
Dal 2009 entra a far parte della direzione nazionale del Partito Democratico (PD), occupandosi principalmente di scuola nell'ambito del forum istruzione.
Alle elezioni primarie di "Italia. Bene Comune" del 2012 sostiene la mozione del segretario del PD Pier Luigi Bersani, partecipando alla campagna elettorale e di cui è stata portavoce del Comitato nazionale di Bersani insieme a Roberto Speranza e Tommaso Giuntella..
Alle elezioni politiche del 2013 viene candidata alla Camera dei deputati, tra le liste del PD nella circoscrizione Veneto 1 in terza posizione, rappresentando il listino bloccato della segreteria Bersani, risultando eletta deputata. Nella XVII legislatura della Repubblica è stata componente della 9ª Commissione Trasporti, poste e telecomunicazioni, della Commissione parlamentare per l'infanzia e l'adolescenza, della Commissione parlamentare d'inchiesta sulla contraffazione e pirateria commerciale e della 2ª Commissione Giustizia, dove in quest'ultima è stata relatrice del disegno di legge sul divorzio breve, che prevede la riduzione dei tempi di separazione da 3 anni a 1 anno mentre, in caso di assenza di figli minorenni, i tempi si ridurrebbero a soli 9 mesi, che viene approvata all'unanimità in commissione l'8 aprile 2014.

### Elezione a europarlamentare

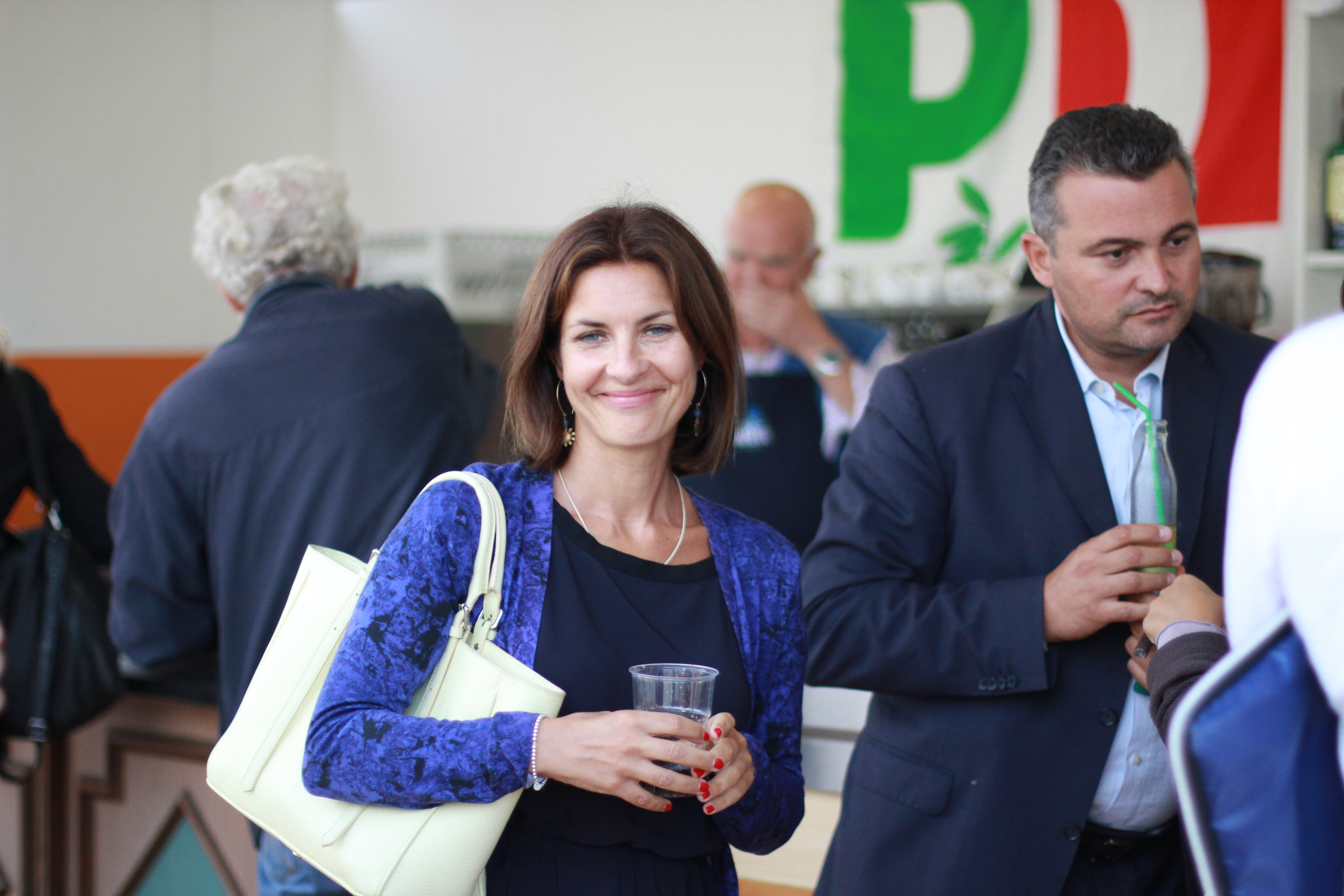
Alessandra Moretti nel 2014.

In vista delle elezioni europee del 2014 viene candidata al Parlamento europeo, come capolista del Partito Democratico nella circoscrizione Italia nord-orientale, su proposta del segretario del PD Matteo Renzi, venendo eletta europarlamentare come la prima degli eletti con 230.814 preferenze, risultando la quarta più votata in assoluto in Italia e la seconda nel suo partito dopo Simona Bonafè (288.674), dimettendosi da deputata per l'incompatibilità tre le due cariche e venendo sostituita da Vanessa Camani. Nella VIII legislatura è stata vicepresidente della Delegazione per le relazioni con l'Iran, componente della Commissione giuridica (JURI) e della Commissione per i diritti della donna e l'uguaglianza di genere (FEMM), oltreché membro sostituto della Commissione per il mercato interno e la protezione dei consumatori (IMCO) e delle Delegazioni per le relazioni con la Repubblica Popolare Cinese e il Canada..

### Candidatura alla presidenza della Regione Veneto
In vista delle elezioni regionali del 2015 si candida alle elezioni primarie del centro-sinistra per la scelta del candidato alla presidenza della Regione Veneto, dopo aver manifestato più volte disponibilità alla discesa in campo, dove vince ottenendo il 66,44% dei voti (25.842) e superando la senatrice del PD Simonetta Rubinato col 29,2% (11.391) e il consigliere regionale uscente dell’Italia dei Valori (IdV) Antonino Pipitone col 4,2% (1.663) su un'affluenza di 39.619 votanti.
Il 15 gennaio 2015 annuncia le dimissioni da europarlamentare, che diventano effettive il 1° febbraio e subentra al suo posto Damiano Zoffoli, per iniziare la campagna elettorale, che la vede visitare tutti i 579 comuni del Veneto, per le elezioni regionali, che si candida sostenuta, oltreché dal PD, dalle liste Lista Alessandra Moretti Presidente - Per il Veneto, Veneto Civico - Moretti Presidente (formata da IdV, Partito Socialista Italiano e Scelta Civica), Veneto Nuovo (formata da Sinistra Ecologia Libertà, Verdi Europei e Sinistra Veneta) e Progetto Veneto Autonomo..
Alla tornata elettorale raccoglie il 22,74% dei voti (503.147) ma viene sconfitta dal presidente uscente della Lega Nord Luca Zaia col più del doppio dei voti (50,09%). Viene comunque eletta in consiglio regionale del Veneto in quanto candidata presidente seconda classificata, dove ricopre l'incarico di capogruppo consiliare del PD fino al 17 dicembre 2016, e rimanendo in carica fino alla sua rielezione al Parlamento europeo nel 2019.

### Rielezione al Parlamento europeo
Alle elezioni europee del 2019 si ricandida al Parlamento europeo, tra e liste del Partito Democratico - Siamo Europei nella medesima circoscrizione, venendo rieletta europarlamentare con 51.292 preferenze come ultima degli eletti. Nel corso della IX legislatura è stata presidente della Delegazione al comitato parlamentare di stabilizzazione e di associazione UE-Serbia, facendo parte della Conferenza dei presidenti di delegazione, componente della Commissione per l'ambiente, la sanità pubblica e la sicurezza alimentare (ENVI), della Sottocommissione per la sanità pubblica (SANT), Commissione per gli affari esteri (AFET), della Commissione speciale sulla lotta contro il cancro (BECA), dove diventa nel 2020 coordinatrice del gruppo dei Socialisti & Democratici (S&D), della Commissione speciale sulla pandemia di COVID-19: insegnamenti tratti e raccomandazioni per il futuro, dov'è relatrice del gruppo S&D, e della Delegazione per le relazioni con il Giappone, oltreché membro sostituto delle Commissione per i trasporti e il turismo (TRAN), delle commissioni FEMM e AFET e della Delegazione alle commissioni parlamentari di cooperazione UE-Kazakistan, UE-Kirghizistan, UE-Uzbekistan e UE-Tagikistan, e per le relazioni con il Turkmenistan e la Mongolia. È stata inoltre relatrice del regolamento "Ecodesign" che prevede il divieto di distruzione di tessuti e calzature invenduti e l'istituzione di un passaporto digitale per ciascun prodotto.
Secondo la piattaforma Eu-Matrix (che ogni anno misura il grado di influenza dei parlamentari europei), colloca Moretti come la terza eurodeputata più influente in ambito salute. L'Influence Index parlamentare, compilato dall'agenzia globale BCW classifica Alessandra Moretti al 52º posto tra i 705 parlamentari europei, seconda tra quelli italiani, per capacità di avere un impatto sulla legislazione, determinare l’agenda politica, vincere votazioni e ottenere posizioni di potere.
Alle elezioni primarie del PD del 2023 sostiene la mozione di Stefano Bonaccini, presidente della Regione Emilia-Romagna, ma che viene sconfitto dalla deputata del PD Elly Schlein.
Il 9 aprile 2024 ha pubblicato per i tipi di Baldini+Castoldi il libro autobiografico La vita rivoluzionaria di una donna comune. Il volume si apre con la prefazione di Gaia Tortora.

### Vice-capodelegazione del PD all'Europarlamento
Alle elezioni europee del 2024 viene ricandidata nella lista del PD per la circoscrizione nord-orientale, risultando poi rieletta con oltre 82.000 preferenze. Nella X legislatura è vicepresidente delle Delegazioni al comitato parlamentare di stabilizzazione e di associazione UE-Serbia e per le relazioni con l'Afghanistan, componente della ENVI, FEMM e della Delegazione per le relazioni con l'Iran, oltreché membro sostituto della SANT e dell'AFET..
Il 4 marzo 2025 la procura federale belga ha richiesto la revoca dell'immunità parlamentare a Moretti e ad Elisabetta Gualmini, nell'ambito delle indagini sul Qatargate, per il loro presunto coinvolgimento nel caso; in seguito all'annuncio, entrambe le eurodeputate si sono autosospese dal gruppo S&D, a cui appartenevano.

## Polemiche e controversie

### Ladylike
In vista delle elezioni regionali in Veneto del 2015, in più occasioni Moretti si è autodefinita una "ladylike" (letteralmente: che ha il comportamento di una signora; persona educata), ha rivendicato la necessità che le donne in politica debbano essere belle, esteticamente curate ed eleganti, criticando esplicitamente lo stile austero e l'aspetto di Rosy Bindi, la quale a suo dire "mortificava la femminilità". Tale posizione è stata molto criticata da più parti.

### Assenteismo in Consiglio regionale
A dicembre 2016 Moretti, già assente 25 volte su 90 sedute del consiglio regionale del Veneto, non aveva partecipato ad altre sedute in cui in quel momento si stava votando la legge di bilancio per l'anno successivo. Peraltro, qualche giorno prima aveva scritto ai colleghi consiglieri del PD che era ammalata, ma pochi giorni dopo pubblicava sul proprio profilo di Instagram un'immagine che la ritraeva in un mercato a Jaipur in India. In seguito al clamore suscitato il 17 dicembre si dimette da capogruppo del Partito Democratico in consiglio regionale, chiedendo scusa ai propri colleghi e precisando che il viaggio in India era già programmato da tempo, oltre al fatto che l'assenza ha comportato la mancata corresponsione del gettone di presenza.

### Tendine amovibili nei cimiteri
Nell'aprile 2019 alla trasmissione televisiva Dritto e rovescio, riferendosi all'iniziativa del sindaco di un comune nel bolognese, discute della possibilità di inserire delle tendine amovibili nei cimiteri per coprire temporaneamente i simboli religiosi durante le cerimonie funebri dei laici. Questo intervento ha provocato polemiche e conseguenti querele.